# Heodes cecilia
Heodes cecilia är en fjärilsart som beskrevs av Pionneau 1936. Heodes cecilia ingår i släktet Heodes och familjen juvelvingar. Inga underarter finns listade i Catalogue of Life.